# Cytisus pulvinatus
Cytisus pulvinatus är en ärtväxtart som beskrevs av Quezel. Cytisus pulvinatus ingår i släktet kvastginster, och familjen ärtväxter. Inga underarter finns listade i Catalogue of Life.